# Tesnus (Texas)
Tesnus war eine Ortschaft im östlichen Teil des Brewster Countys, sie lag 37 Kilometer südöstlich von Marathon (Texas). Der Ort hieß bis 1912 Tabor.
Der Ort entstand mit dem Bau der  Southern Pacific Railroad, als die Eisenbahngesellschaft 1882 dort eine Ausweichstelle mit Nebengleisen und Wassertanks baute. Neben einer Eisenbahnstation errichtete die Southern Pacific Railroad Wohngebäude für ihre Angestellten und andere Gebäude. Der Ort entwickelte sich zum Umschlagplatz für die umliegenden Ranches.
Als 1912 ein Postamt errichtet werden sollte, musste sich die Stadt umbenennen, denn einen Ort mit dem Namen Tabor gab es bereits im Brazos County. Auch die daraufhin präferierte Namensgebung „Sunset“ – nach dem Symbol der Southern Pacific Railroad – konnte nicht realisiert werden, weil es bereits einen Ort mit dem Namen Sunset im Montague County gab. Also nannte man den Ort „Tesnus“, das Wort „Sunset“ rückwärts gelesen.
1945 betrug die Einwohnerzahl zwanzig. Tesnus verlor zunehmend an Bedeutung, denn nur sechs Kilometer südöstlich von Tesnus befand sich mit dem Bahnhof Maxon eine weitere Station der Southern Pacific und die Vorhaltung von Wassertanks wurde unwichtiger. Am 15. Juni 1954 wurde das Postamt geschlossen. Die Eisenbahngesellschaft ließ alle Gebäude des Ortes abreißen. Nur noch temporär waren Eisenbahnarbeiter in dem Ort, für die Unterkunftsbaracken gebaut wurden oder die in Zügen, die auf den Nebengleisen geparkt wurden, untergebracht waren.